# P4P排名
P4P排名，全称为，是拳击、综合格斗等搏击运动中使用的排名系统。P4P排名是在排除了体重的影响后，对不同体重级别的选手之间的综合技术水準进行比较。
不同的P4P排名采用的具体标准、计算方式都会有所不同，并没有一套完全客观的标准。在职业拳击领域，较权威的P4P排名有《拳台》杂志的拳击手排名。而在综合格斗界，ESPN的P4P排名接受了较广泛的认可。